# Салмон-Рівер-Медов 7
Салмон-Рівер-Медов 7 (англ. Salmon River Meadow 7) — індіанська резервація в Канаді, у провінції Британська Колумбія, у межах регіонального округу Карібу.

## Населення
За даними перепису 2016 року, індіанська резервація не ма постійного населення.

## Клімат
Середня річна температура становить 1,9°C, середня максимальна – 17,9°C, а середня мінімальна – -18°C. Середня річна кількість опадів – 445 мм.
| Клімат поселення                              | Клімат поселення | Клімат поселення | Клімат поселення | Клімат поселення | Клімат поселення | Клімат поселення | Клімат поселення | Клімат поселення | Клімат поселення | Клімат поселення | Клімат поселення | Клімат поселення | Клімат поселення |
| Показник                                      | Січ.             | Лют.             | Бер.             | Квіт.            | Трав.            | Черв.            | Лип.             | Серп.            | Вер.             | Жовт.            | Лист.            | Груд.            |                  |
| Середній максимум, °C                         | −3,54            | −0,28            | 4,79             | 9,65             | 14,20            | 17,85            | 17,63            | 17,38            | 13,43            | 8,00             | 0,50             | −5,26            |                  |
| Середня температура, °C                       | −10,75           | −7,48            | −2,4             | 2,45             | 7,00             | 10,64            | 12,90            | 12,64            | 8,70             | 3,26             | −4,24            | −10              |                  |
| Середній мінімум, °C                          | −17,96           | −14,7            | −9,61            | −4,78            | −0,2             | 3,42             | 8,17             | 7,92             | 3,96             | −1,48            | −8,96            | −14,73           |                  |
| Норма опадів, мм                              | 40               | 23               | 21               | 21               | 34               | 49               | 48               | 39               | 35               | 44               | 49               | 42               |                  |
| Середньомісячна швидкість вітру, м/с          | 1.70             | 1.80             | 2.00             | 2.30             | 2.30             | 2.30             | 2.20             | 2.00             | 1.90             | 2.00             | 1.93             | 1.70             |                  |
| Середньомісячна сонячна радіація, кДж/м²·день | 2668             | 5275             | 9824             | 14533            | 18222            | 19819            | 19801            | 16692            | 11441            | 6113             | 2961             | 1978             |                  |
| --------------------------------------------- | ---------------- | ---------------- | ---------------- | ---------------- | ---------------- | ---------------- | ---------------- | ---------------- | ---------------- | ---------------- | ---------------- | ---------------- | ---------------- |
| Джерело:                                      |                  |                  |                  |                  |                  |                  |                  |                  |                  |                  |                  |                  |                  |